# بخش آتروکو
بخش آتروکو (به اسپانیایی: Departamento Atreucó) یک منطقهٔ مسکونی در آرژانتین است که در استان لا پامپا واقع شده‌است.